# Douglaska v Újezdci
Douglaska v Újezdci je památný strom u vsi Újezdec nedaleko Ptenína. Stopadesátiletá douglaska tisolistá (Pseudotsuga menziesii) roste nad rybníčkem v zaniklé školce okrasných dřevin naproti bývalé hájovně v osadě Hora na levém břehu Starého potoka v nadmořské výšce 400 m. Je zdravá, spodní větve však prosychají vlivem zastínění okolní vegetací. Obvod jejího kmene je 372 cm, souměrná koruna je široká 14 m a dosahuje do výšky 40 m (měření 2004). Chráněna je od roku 1996 pro svůj vzrůst a dendrologickou hodnotu.
Je možné, že ve stejné školce prožila své mládí i Černínova douglaska, která roste v Americké zahradě v Chudenicích.[zdroj⁠?!]

## Stromy v okolí
- Kacerenský dub